# Пайхола
Па́йхола (фин. Paihola) — небольшой посёлок в общине Контиолахти на берегу реки Пиелисйоки в Финляндии. Число жителей составляет около 650 человек. Ранее в Пайхоле располагались центр для приема беженцев и крупная психиатрическая клиника, однако в 2009 году было принято решение о закрытии больницы, и обслуживание пациентов было перенесено в Йоэнсуу. В Пайхоле имеется детский сад, основная школа (1—6 классы) и кинологический центр.